# Afrykański Kościół Metodystyczno-Episkopalny
Afrykański Kościół Metodystyczno-Episkopalny (ang. African Methodist Episcopal Church) – chrześcijańskie afroamerykańskie wyznanie metodystyczne z siedzibą w Stanach Zjednoczonych. Zostało założone w 1816 roku w Filadelfii, przez biskupa Richarda Allena z kilku zgromadzeń metodystycznych które chciały uniezależnić się od białych metodystów. Kościół zrodził się w proteście przeciwko niewolnictwu i dyskryminacji ludności czarnoskórej.
W Afrykańskim Kościele Metodystyczno-Episkopalnym praktykowane jest kapłaństwo i ordynacja kobiet. Kościół jest członkiem Światowej Rady Metodystów i Światowej Rady Kościołów. Motto kościoła brzmi: „Bóg, nasz Ojciec, Chrystus, nasz Odkupiciel, Duch Święty nasz Pocieszyciel, Ludzkość Nasza Rodzina”. Dziś Afrykański Kościół Metodystyczno-Episkopalny posiada wyznawców w trzydziestu dziewięciu krajach na pięciu kontynentach.